# Вермезович, Владимир
Владимир Вермезович (серб. Владимир Вермезовић; род. 30 июня 1963, Белград) — югославский и сербский футболист; тренер.

## Карьера

### Футболиста
Воспитанник белградского «Партизан». За родную команду провёл восемь лет. За это время Вермезович трижды становился чемпионом Югославии. В 1989 году футболист переехал в Испанию, где он провёл один сезон в Примере за хихонский «Спортинг». После своего пребывания в «Саламанке» защитник перебрался в Грецию. Там Вермезович несколько лет играл в «Паниониосе». Завершил свою карьеру футболист в Второй немецкой Бундеслиге в клубе «Ганновер 96».
За свою карьеру Владимир Вермезович вызывался в сборную Югославии. За неё он провёл два матча.

### Тренера
Первым тренерским клубом в карьере Вермезовича стал скромный «Телеоптик». Ранее он входил в тренерский штаб Любиши Тумбаковича в «Партизане». В 2004 году молодой специалист возглавил «Партизан». В своем дебютном сезоне ему удалось вернуть команде титул чемпиона страны, а также вместе с ней неплохо выступить в еврокубках: «Партизан» под руководством Вермезовича дошел до 1/8 финала Кубка УЕФА. Лишь только на этой стадии белградский коллектив по сумме двух матчей уступил будущему победителю турнира московскому ЦСКА. Несмотря на успешный сезон, специалист покинул пост наставника клуба. Долгое время он оставался без работы. За это время Вермезович несколько раз мог оказаться в России. В декабре 2007 года сербский тренер был близок к тому, чтобы возглавить владивостокскую «Луч-Энергию». Также Веремезович был в числе кандидатов на пост главного тренера пермского «Амкара».
В 2008 году тренер возобновил свою карьеру в словацком клубе «Спартак» (Трнава), с которым он занимал третье место в местном чемпионате. Долгое время наставник работал на африканском континенте, где возглавлял команды из ЮАР «Кайзер Чифс» и «Орландо Пайретс».
Перед сезоном 2012/13 Владимир Вермезович во второй раз стал главным тренером «Партизана». Вместе с ним он участвовал в групповом этапе Лиги Европы УЕФА. Однако в апреле 2013 года тренер был отправлен в отставку. Уже без него «Партизан» завоевал титул чемпиона Сербии.
С 2017 по 2018 год серб руководил черногорским клубом «Будучност» (Подгорица).

## Достижения

### Футболиста
- Чемпион Югославии (3): 1982/83, 1985/86, 1986/87
- Серебряный призёр Чемпионата Югославии (2): 1983/84, 1987/88
- Бронзовый призёр Чемпионата Югославии: 1984/85
- Обладатель Кубка Югославии: 1988/89

### Тренера
- Чемпион Сербии и Черногории: 2004/05